# Municipio de Cheshire (Míchigan)
El municipio de Cheshire (en inglés: Cheshire Township) es un municipio ubicado en el condado de Allegan en el estado estadounidense de Míchigan. En el año 2010 tenía una población de 2.199 habitantes y una densidad poblacional de 23,57 personas por km².

## Geografía
El municipio de Cheshire se encuentra ubicado en las coordenadas 42°27′30.12″N 85°57′20.09″O / 42.4583667, -85.9555806. Según la Oficina del Censo de los Estados Unidos, el municipio tiene una superficie total de 93,3 km² (36,0 mi²), de la cual 90,5 km² (34,9 mi²) corresponden a tierra firme y 2,8 km² (1,1 mi²) (2.97%) es agua.

## Demografía
En el 2000 la renta per cápita promedia del hogar era de $40.405, y el ingreso promedio para una familia era de $46.250. El ingreso per cápita para la localidad era de $16.350. En 2000 los hombres tenían un ingreso per cápita de $38.750 contra $25.993 para las mujeres. Alrededor del 9.40% de la población estaba bajo el umbral de pobreza nacional.